# Xian de Minhou
Le xian de Minhou (chinois simplifié : 闽侯 ; chinois traditionnel : 閩侯 ; pinyin : Mǐnhòu Xiàn) est un district administratif de la province du Fujian en Chine. Il est placé sous la juridiction de la ville-préfecture de Fuzhou.

## Démographie
La population du district était de 612 940 habitants en 1999.